# День відновлення незалежності Азербайджану
День відновлення незалежності Азербайджану (до 2021 — День незалежності) — одне з найважливіших свят в історії Азербайджану. День незалежності відзначають 18 жовтня щороку.

## Історія проголошення
Внаслідок розпаду СРСР наприкінці XX століття держава Азербайджану відновила свою незалежність. На позачерговій сесії Верховної Ради Азербайджанської республіки, яка розпочалася 8 жовтня 1991 року, відбулися чотири дні обговорень. Нарешті, 18 жовтня 1991 року сесія Верховної Ради прийняла історичний документ — Конституційний акт про державну незалежність.
Тоді 258 із 360 членів Верховної Ради проголосували за цей акт, а ті, хто залишився, або не відвідували сесію, або проголосували проти. У відповідності з Законом про Конституцію, нинішня незалежна держава є правонаступницею державного утворення під назвою Азербайджанської Демократичної Республіки, що існувала з 1918 по 1920 роки. Конституційний акт складається з 6 розділів та 32 статті.
У Декларація про відновлення державної незалежності республіки, прийнятій 30 серпня 1991 року говорилося:
 Верховна Рада Азербайджанської Республіки, керуючись вищими державними інтересами народу Азербайджану і висловлюючи його волю, відзначаючи, що з 1918 по 1920 роки  Азербайджанська Республіка існувала як незалежна, визнана міжнародним співтовариством держава, ґрунтуючись на Конституції Азербайджанської Республіки, Конституційних законах про суверенітет Азербайджанської Республіки і про основи економічної самостійності Азербайджанської Республіки, усвідомлюючи свою відповідальність за долю та забезпечення вільного розвитку народу Азербайджану, гарантуючи передбачені міжнародними актами права і основні свободи людини всім громадянам Азербайджанської Республіки незалежно від національної приналежності та віросповідання, прагнучи запобігти загрозу суверенітету і територіальної цілісності Азербайджанської Республіки, керуючись священним обов'язком забезпечити безпеку і недоторканність державних кордонів Азербайджанської Республіки, усвідомлюючи нобхідність консолідації всіх патріотичних сил республіки, визнаючи міжнародні пакти, конвенції та інші документи, що не суперечать інтересам Азербайджанської Республіки та її народу, бажаючи підтримувати і надалі дружні відносини з усіма республіками, які входить до  Союзу РСР, висловлюючи готовність встановити рівноправні відносини з державами — членами міжнародного співтовариства, сподіваючись на визнання державної незалежності Азербайджанської Республіки державами — членами міжнародного співтовариства і  Організацією Об'єднаних Націй відповідно до принципів, закріпленими в статуті Організації Об'єднаних Націй, іншими міжнародно-правовими пактами і конвенціями, проголошує відновлення державної незалежності Азербайджанської Республіки. 
Питання проголошення незалежності було винесене на загальнонаціональний референдум, що проходив 29 грудня 1991 року. В результаті 95 % населення проголосувало за незалежність, суверенітет та самостійність країни.
Після проголошення незалежності Азербайджану були створені державний прапор, гімн та герб.

## У філателії

Поштова марка, присвячена Дню національної незалежності
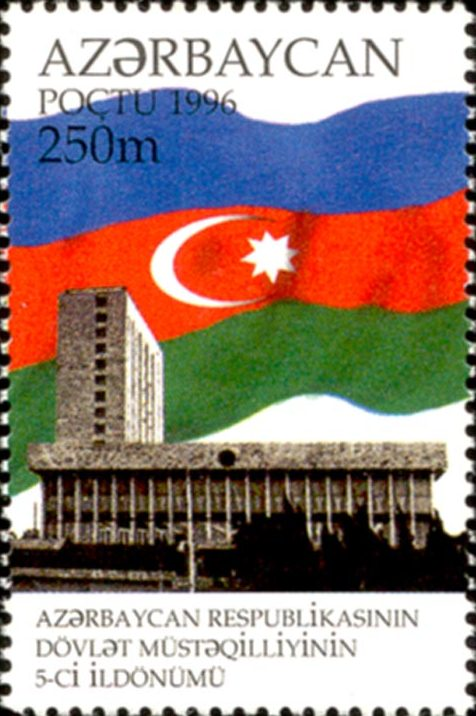
5-та річниця
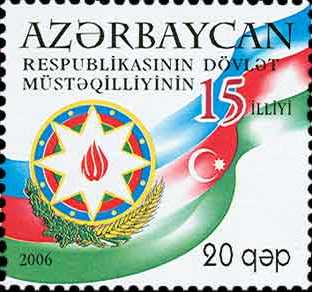
15-річчя
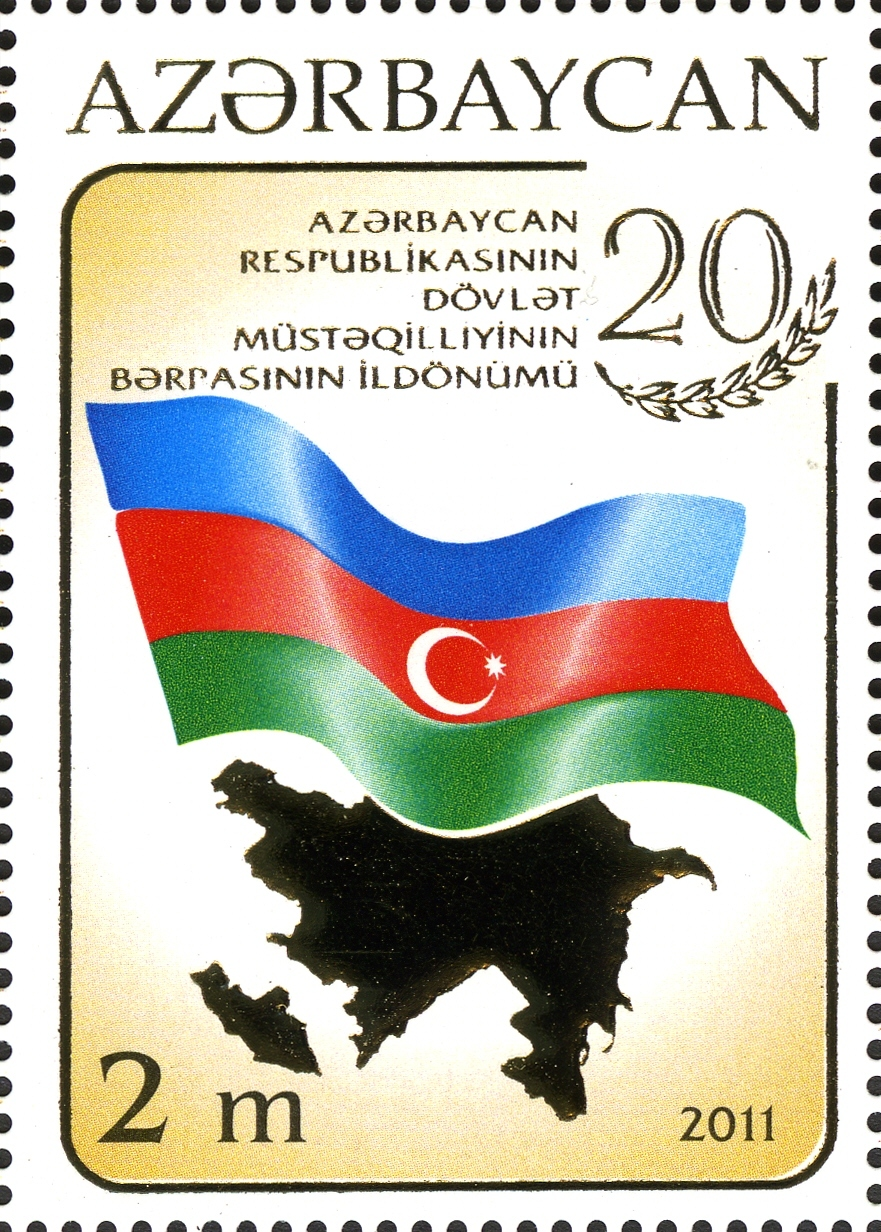
20-річчя